# 梅萊茨

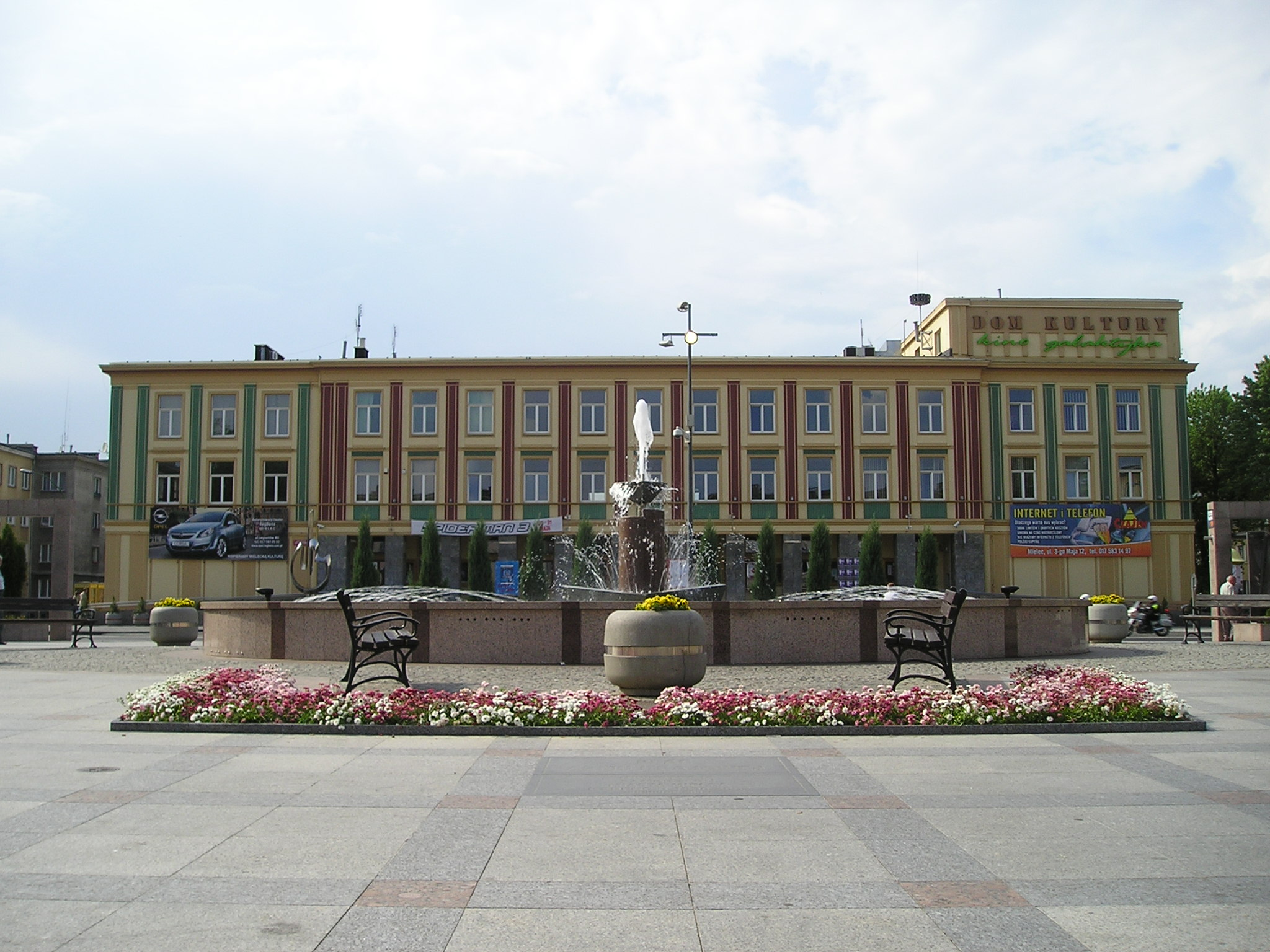

梅萊茨（波蘭語：Mielec，[ˈmʲɛlɛt͡s]）是波蘭的城鎮，位於該國東南部，距離喀尔巴阡山省首府熱舒夫約75公里，由喀爾巴阡山省負責管轄，始建於1229年，面積47.36平方公里，2007年人口62,173。

## 外部連結
- Mielec home page (in Polish)
- PZL aviation factory in Mielec
- History of Mielec
- History of Jews of Mielec （页面存档备份，存于）

50°17′N 21°25′E / 50.283°N 21.417°E